# Armingot
Armingot o Armengol (? - Pamplona, 8 de mayo de 1277) fue un eclesiástico castellano, arcediano de Toledo, capellán pontificio y desde 1268 obispo de Pamplona.

| Predecesor: Pedro Jiménez de Gazólaz | Obispo de Pamplona 1268 - 1277 | Sucesor: Miguel Sánchez de Uncastillo |